# Pallavolo Impavida Ortona 2021-2022
Questa voce raccoglie le informazioni riguardanti la Pallavolo Impavida Ortona nelle competizioni ufficiali della stagione 2021-2022.

## Stagione
Nella stagione 2021-22 la Pallavolo Impavida Ortona assume la denominazione sponsorizzata di Sieco Service Ortona.
Partecipa per la quattordicesima volta alla Serie A2, dove si classifica tredicesima al termine del girone di andata e dodicesima nella classifica finale del campionato: la posizione ne determina la retrocessiona nella successiva Serie A3.

## Organigramma societario
Area direttiva
- Presidente: Tommaso Lanci
- Vicepresidente: Rocco Tenaglia
- Direttore generale: Andrea Lanci
- Commercialista: Paola Bertini
- Team manager: Luca Di Pietro
- Direttore sportivo: Massimo D'Onofrio
- Segreteria generale: Chiara Iarlori
- Addetto arbitri: Gaetano Ciampoli, Franco Lanci, Angelo Paris

Area tecnica
- Allenatore: Nunzio Lanci
- Allenatore in seconda: Mariano Costa
- Assistente allenatore: Luca Di Pietro
- Scout man: Vincenzo Ottalagana
- Responsabile settore giovanile: Nunzio Lanci

Area comunicazione
- Ufficio stampa: Giovanni Ciavarelli
- Relazioni esterne: Massimo D'Onofrio

Area marketing
- Responsabile ufficio marketing: Mauro Vanni
- Responsabile eventi: Samuele Lanci

Area sanitaria
- Medico: Sergio Toscani
- Preparatore atletico: Mariano Costa
- Fisioterapista: Fabio Piantini

## Rosa
| N° | Nome                 | Ruolo | Data di nascita  | Nazionalità sportiva |
| -- | -------------------- | ----- | ---------------- | -------------------- |
| 1  | Tommaso Fabi         | C     | 6 dicembre 1996  | Italia               |
| 3  | Gabriel Pessoa       | S     | 14 aprile 1993   | Brasile              |
| 4  | Alberto Di Silvestre | S     | 12 luglio 2000   | Italia               |
| 5  | Alberto Benedicendi  | L     | 6 febbraio 2001  | Italia               |
| 6  | Antonio De Paola     | S     | 7 gennaio 1988   | Italia               |
| 7  | Pasquale Fusco       | L     | 14 gennaio 1997  | Italia               |
| 8  | Andrea Santangelo    | O     | 19 novembre 1994 | Italia               |
| 9  | Antonio Del Fra      | P     | 3 aprile 1999    | Italia               |
| 10 | Andrea Bulfon        | O     | 14 dicembre 1996 | Italia               |
| 11 | Michael Molinari     | C     | 30 aprile 1998   | Italia               |
| 12 | Alberto Elia         | C     | 12 agosto 1985   | Italia               |
| 14 | Niccolò Cappelletti  | S     | 25 ottobre 1996  | Italia               |
| 15 | Leonardo Ferrato     | P     | 25 dicembre 2001 | Italia               |
| 17 | Lorenzo Piazza       | P     | 3 ottobre 1992   | Italia               |
| 18 | Edoardo Lanci        | P     | 3 dicembre 2005  | Italia               |

## Mercato
| Acquisti | Acquisti             | Acquisti             | Acquisti   |
| R.       | Nome                 | da                   | Modalità   |
| -------- | -------------------- | -------------------- | ---------- |
| L        | Alberto Benedicendi  | Team Volley          | definitivo |
| O        | Andrea Bulfon        | Lupi Santa Croce     | definitivo |
| S        | Niccolò Cappelletti  | Lupi Santa Croce     | definitivo |
| S        | Antonio De Paola     | Tuscania             | definitivo |
| S        | Alberto Di Silvestre | -                    | definitivo |
| C        | Alberto Elia         | Olimpia SBV Galatina | definitivo |
| P        | Leonardo Ferrato     | Motta                | definitivo |
| L        | Pasquale Fusco       | Emma Villas          | definitivo |
| C        | Michael Molinari     | Rinascita Lagonegro  | definitivo |
| S        | Gabriel Pessoa       | APAN                 | definitivo |
| P        | Lorenzo Piazza       | GIS Ottaviano        | definitivo |
| O        | Andrea Santangelo    | Olimpia Bergamo      | definitivo |

| Cessioni | Cessioni           | Cessioni          | Cessioni   |
| R.       | Nome               | a                 | Modalità   |
| -------- | ------------------ | ----------------- | ---------- |
| O        | Diego Cantagalli   | Tricolore         | definitivo |
| O        | Dario Carelli      | Marcianise        | definitivo |
| S        | Michele Marinelli  | Tuscania          | definitivo |
| C        | Michael Menicali   | CUS Cagliari      | definitivo |
| P        | Matteo Pedron      | Cuneo             | definitivo |
| L        | Giancarlo Pesare   | Pineto            | definitivo |
| P        | Lorenzo Piazza     | Mondovì           | definitivo |
| S        | Gianmarco Rovetto  | ?                 | -          |
| S        | Felice Sette       | Libertas Brianza  | definitivo |
| S        | Dmitrij Shavrak    | ?                 | -          |
| C        | Michele Simoni     | Civita Castellana | definitivo |
| L        | Alessandro Toscani | New Mater         | definitivo |

## Risultati

### Serie A2

#### Girone di andata
| 1ª Giornata Andata - 10 ottobre 2021 PalaSanFilippo, Brescia                | Atlantide Brescia   | 3 - 1 | Impavida Ortona  | 25-18, 16-25, 25-19, 25-14        |
| 2ª Giornata Andata - 17 ottobre 2021 Palasport Comunale, Ortona             | Impavida Ortona     | 0 - 3 | Libertas Brianza | 23-25, 25-27, 23-25               |
| 4ª Giornata Andata - 31 ottobre 2021 Palasport Comunale, Ortona             | Impavida Ortona     | 2 - 3 | Cuneo            | 23-25, 26-24, 28-26, 24-26, 11-15 |
| 5ª Giornata Andata - 7 novembre 2021 Palazzetto dello Sport, Porto Viro     | Porto Viro          | 3 - 1 | Impavida Ortona  | 22-25, 25-19, 25-22, 25-16        |
| 6ª Giornata Andata - 14 novembre 2021 Palasport Comunale, Ortona            | Impavida Ortona     | 1 - 3 | Emma Villas      | 22-25, 18-25, 25-22, 18-25        |
| 7ª Giornata Andata - 21 novembre 2021 Palasport Villa D'Agri, Marsicovetere | Rinascita Lagonegro | 3 - 0 | Impavida Ortona  | 25-18, 25-19, 25-20               |
| 8ª Giornata Andata - 28 novembre 2021 Palasport Comunale, Ortona            | Impavida Ortona     | 2 - 3 | Motta            | 27-25, 21-25, 20-25, 25-23, 20-22 |
| 9ª Giornata Andata - 5 dicembre 2021 PalaPozzoni, Cisano Bergamasco         | Olimpia Bergamo     | 3 - 0 | Impavida Ortona  | 25-16, 25-23, 25-15               |
| 10ª Giornata Andata - 8 dicembre 2021 Palasport Comunale, Ortona            | Impavida Ortona     | 1 - 3 | Tricolore        | 23-25, 19-25, 25-22, 18-25        |
| 11ª Giornata Andata - 12 dicembre 2021 PalaParenti, Santa Croce sull'Arno   | Lupi Santa Croce    | 3 - 0 | Impavida Ortona  | 25-22, 25-22, 25-18               |
| 12ª Giornata Andata - 19 dicembre 2021 Palasport Comunale, Ortona           | Impavida Ortona     | 3 - 0 | Mondovì          | 25-19, 25-19, 29-27               |
| 13ª Giornata Andata - 19 gennaio 2022 PalaGrotte, Castellana Grotte         | New Mater           | 3 - 1 | Impavida Ortona  | 25-22, 17-25, 25-16, 25-22        |

#### Girone di ritorno
| 14ª Giornata - 2 gennaio 2022 Palasport Comunale, Ortona            | Impavida Ortona  | 3 - 1 | Atlantide Brescia   | 25-21, 25-15, 26-28, 25-12        |
| 15ª Giornata - 8 gennaio 2022 PalaFrancescucci, Casnate con Bernate | Libertas Brianza | 0 - 3 | Impavida Ortona     | 18-25, 22-25, 16-25               |
| 17ª Giornata - 23 gennaio 2022 PalaCastagnaretta, Cuneo             | Cuneo            | 3 - 0 | Impavida Ortona     | 25-14, 25-21, 25-18               |
| 18ª Giornata - 29 gennaio 2022 Palasport Comunale, Ortona           | Impavida Ortona  | 3 - 1 | Porto Viro          | 25-22, 19-25, 27-25, 25-11        |
| 19ª Giornata - 6 febbraio 2022 PalaMensSana, Siena                  | Emma Villas      | 1 - 3 | Impavida Ortona     | 25-18, 25-27, 23-25, 19-25        |
| 20ª Giornata - 20 febbraio 2022 Palasport Comunale, Ortona          | Impavida Ortona  | 3 - 1 | Rinascita Lagonegro | 26-24, 20-25, 25-22, 25-21        |
| 21ª Giornata - 27 febbraio 2022 PalaPrata, Prata di Pordenone       | Motta            | 3 - 2 | Impavida Ortona     | 23-25, 25-21, 25-19, 24-26, 15-13 |
| 22ª Giornata - 6 marzo 2022 Palasport Comunale, Ortona              | Impavida Ortona  | 0 - 3 | Olimpia Bergamo     | 16-25, 24-26, 22-25               |
| 23ª Giornata - 13 marzo 2022 PalaBursi, Rubiera                     | Tricolore        | 3 - 0 | Impavida Ortona     | 25-21, 25-22, 26-24               |
| 24ª Giornata - 20 marzo 2022 Palasport Comunale, Ortona             | Impavida Ortona  | 3 - 2 | Lupi Santa Croce    | 25-23, 19-25, 34-32, 24-26, 15-7  |
| 25ª Giornata - 27 marzo 2022 PalaManera, Mondovì                    | Mondovì          | 0 - 3 | Impavida Ortona     | 23-25, 18-25, 11-25               |
| 26ª Giornata - 7 aprile 2022 Palasport Comunale, Ortona             | Impavida Ortona  | 1 - 3 | New Mater           | 16-25, 23-25, 25-23, 23-25        |

## Statistiche

### Statistiche di squadra
| Competizione | Punti | In casa | In casa | In casa | In trasferta | In trasferta | In trasferta | Totale | Totale | Totale |
| Competizione | Punti | G       | V       | P       | G            | V            | P            | G      | V      | P      |
| ------------ | ----- | ------- | ------- | ------- | ------------ | ------------ | ------------ | ------ | ------ | ------ |
| Serie A2     | 26    | 12      | 5       | 7       | 12           | 3            | 9            | 24     | 8      | 16     |
| Totale       | -     | 12      | 5       | 7       | 12           | 3            | 9            | 24     | 8      | 16     |

G = partite giocate; V = partite vinte; P = partite perse 

### Statistiche dei giocatori
| Giocatore       | Serie A2 | Serie A2 | Serie A2 | Serie A2 | Serie A2 | Totale | Totale | Totale | Totale | Totale |
| Giocatore       | P        | PT       | AV       | MV       | BV       | P      | PT     | AV     | MV     | BV     |
| --------------- | -------- | -------- | -------- | -------- | -------- | ------ | ------ | ------ | ------ | ------ |
| A. Benedicendi  | 8        | 0        | 0        | 0        | 0        | 8      | 0      | 0      | 0      | 0      |
| A. Bulfon       | 15       | 62       | 55       | 6        | 1        | 15     | 62     | 55     | 6      | 1      |
| N. Cappelletti  | 19       | 92       | 78       | 5        | 9        | 19     | 92     | 78     | 5      | 9      |
| A. De Paola     | 23       | 146      | 123      | 13       | 10       | 23     | 146    | 123    | 13     | 10     |
| A. Del Fra      | 13       | 9        | 3        | 3        | 3        | 13     | 9      | 3      | 3      | 3      |
| A. Di Silvestre | 19       | 3        | 0        | 0        | 3        | 19     | 3      | 0      | 0      | 3      |
| A. Elia         | 24       | 111      | 66       | 41       | 4        | 24     | 111    | 66     | 41     | 4      |
| T. Fabi         | 19       | 137      | 92       | 36       | 9        | 19     | 137    | 92     | 36     | 9      |
| L. Ferrato      | 15       | 65       | 25       | 34       | 6        | 15     | 65     | 25     | 34     | 6      |
| P. Fusco        | 24       | 0        | 0        | 0        | 0        | 24     | 0      | 0      | 0      | 0      |
| E. Lanci        | 1        | 0        | 0        | 0        | 0        | 1      | 0      | 0      | 0      | 0      |
| M. Molinari     | 11       | 35       | 23       | 11       | 1        | 11     | 35     | 23     | 11     | 1      |
| G. Pessoa       | 24       | 335      | 273      | 36       | 26       | 24     | 335    | 273    | 36     | 26     |
| L. Piazza       | 6        | 7        | 3        | 2        | 2        | 6      | 7      | 3      | 2      | 2      |
| A. Santangelo   | 22       | 382      | 354      | 12       | 16       | 22     | 382    | 354    | 12     | 16     |

P = presenze; PT = punti totali; AV = attacchi vincenti; MV = muri vincenti; BV = battute vincenti